# Герб Гданьска
Герб Гданьска — один из официальных символов города Гданьска, представленный в двух вариантах: герб города Гданьска и большой герб, с щитодержателями и девизом.
Основой герба является испанский щит (с закруглённым основанием, известным с XV века), на красном поле золотая открытая корона и два равнобедренных серебряных креста на шесте, которые располагаются под короной.
Статус действующего варианта герба был закреплён Уставом от 26 августа 2010 года.

## История
- Гданьская печать XV векаДо XIV века эмблема, используемая на городских печатях, представляла собой парусное судно когг. Высоко над носом корабля изображалась семиконечная звезда. Самое древнее сохранившееся до наших дней изображение этого герба датируется 1299 годом. На рубеже XIV и XV веков на печатях появился более новый тип корабля — остроконечный[2].
- В период существования Тевтонского ордена герб представлял собой два белых (серебряных) равнобедренных креста, расположенных на щите красного цвета.

- В XV веке два белых равнобедренных креста на красном поле также были расположены на щите.
- Герб в его нынешнем виде (два креста и корона) был дарован городу Казимиром IV Ягеллоном 25 мая 1457 года.

## Герб Гданьска в геральдике
Герб Гданьска встречается на нескольких гербах русских дворянских родов, в том числе Шереметевых, семей Ладыгиных, Коновницыных и Неплюевых. Вероятно, данные варианты гербов были переняты в период битв за Гданьск 1734, 1807 и 1813 годы. В случае с гербами фамилий Шереметевых и Коновницыных гданьский герб относится к легендарному происхождению семей от вождя одного из прусских племён. По замыслу автора проекта, Адама Хеймовского, корона и крест, фигурирующие в гербе Леха Валенсы, награждённого по случаю вручения ему шведского королевского ордена Серафимов, относятся к гербу Гданьска.
Герб Гданьска встречается и на эмблемах и гербах многих гданьских школ, учреждений и компаний, а также на гербе исторического района города, бывшего самостоятельного муниципалитета Олива.

## Большой герб города Гданьска
Описание: по обеим сторонам от щита располагаются два золотых льва, стоящих лицом друг к другу и поддерживающих щит, у основания щита золотая лента с латинским девизом «Nec temere, nec timide».
Львы на гербе появились на печати, выпущенной в 1457 году. Это изображение герба на сегодняшний день является наиболее распространенным, его можно увидеть на гданьских памятниках и монетах.

## Печать города Гданьска
На официальной печати Гданьска изображён герб города в круглом поле с надпись на ободе: «Город Гданьск». Диаметр составляет 62 миллиметра.

## Гданьский герб на памятниках
- Ратуша Главного города
- Золотые ворота
- Зелёные ворота
- Большой арсенал
- Горные ворота (справа)
- Стадион Торговый
- Стегевские ворота (справа)
- Ворота низменности
- Стадион Оливия

## Галерея
- Герб Гданьска. Изображение 1840-х годов
- Герб Вольного города Данциг
- Монета Вольного города
- Польская истребительно-разведывательная эскадрилья № 318
- Гданьский медицинский университет
- Гданьская судоверфь